# Z-бозон
Z-бозон — фундаментальная частица-переносчик слабого взаимодействия. Название происходит от первой буквы английского слова Zero (ноль), что соответствует заряду частицы. Его открытие в 1983 году в ЦЕРНе считается одним из самых главных успехов стандартной модели.

## Основные свойства
Z-бозон в теории электрослабого взаимодействия является «смесью» W0-бозона и B0-бозона. Таким же свойством обладает фотон
{\displaystyle {\begin{bmatrix}\gamma \\Z^{0}\end{bmatrix}}={\begin{bmatrix}cos\,\theta _{W}&sin\,\theta _{W}\\-sin\,\theta _{W}&cos\,\theta _{W}\end{bmatrix}}{\begin{bmatrix}B^{0}\\W^{0}\end{bmatrix}}}
Масса Z-бозона почти в 97 раз больше, чем масса протона, и примерно равна 91,2 ГэВ/c2. Масса бозона очень важна для понимания слабого взаимодействия, потому что большая масса ограничивает радиус воздействия.
У Z-бозона нет заряда ни одного из взаимодействий, поэтому единственным наблюдаемым эффектом от обмена Z-бозонами является импульс.

## Предсказание
После успехов КЭД в предсказании электромагнетизма начали предприниматься попытки построения похожей теории для слабого взаимодействия. Удалось получить теорию электрослабого взаимодействия, которая объясняла как слабое, так и электромагнитное взаимодействие. Теория была создана Стивеном Вайнбергом, Шелдоном Глэшоу и Абдусом Саламом, за которую все трое совместно получили Нобелевскую премию по физике 1979 года. Теория предсказывала не только W-бозоны, которые регулировали бета-распад, но ещё и неоткрытый на тот момент Z-бозон.
Единственной проблемой теории оставались массы бозонов — их поведение полностью описывалось группой {\displaystyle SU(2)}, но в ней частицы обязаны быть безмассовыми. Это означало, что должен существовать некоторый механизм, нарушающий симметрию и придающий массу. Этот механизм известен как механизм Хиггса, а частица, которая его регулирует, называется бозон Хиггса.

## Открытие
В 1973 году производились наблюдения взаимодействий между электроном и нейтрино, предсказанных теорией электрослабого взаимодействия. В огромной пузырьковой камере «Гаргамель», облучаемой пучком нейтрино от ускорителя, наблюдали треки электронов, которые внезапно начинали двигаться. Это явление было интерпретировано как взаимодействие нейтрино и электрона при помощи обмена невидимым Z-бозоном. Нейтрино также очень трудно детектировать, так что единственным наблюдаемым эффектом является импульс, полученный электроном после взаимодействия.
Наблюдать бозоны напрямую удалось только с появлением мощных ускорителей. Первым из таких стал Супер-протонный синхротрон (SPS) с детекторами UA1 и UA2, на котором в результате серии экспериментов, проведённых под руководством Карло Руббиа и Симона ван дер Мера, было доказано существование W-бозона. Частицы рождались в столкновениях встречных пучков протонов и антипротонов. Руббиа и Ван дер Мер были награждены Нобелевской премией по физике 1984 года всего через полтора года после открытия, что было необычным шагом со стороны обычно консервативного Нобелевского фонда.

## Распад
У Z-бозона есть 2 основных канала распада:
- Лептон и антилептон (10,1 %)
- мезон (69,91 %)